# Liste der Baudenkmale in Kirchtimke
In der Liste der Baudenkmale in Kirchtimke sind alle Baudenkmale der niedersächsischen Gemeinde Kirchtimke aufgelistet. Die Quelle der Baudenkmale ist der Denkmalatlas Niedersachsen. Der Stand der Liste ist der 22. Oktober 2020.

## Allgemein
In den Spalten befinden sich folgende Informationen:
- Lage: die Adresse des Baudenkmales und die geographischen Koordinaten. Kartenansicht, um Koordinaten zu setzen. In der Kartenansicht sind Baudenkmale ohne Koordinaten mit einem roten Marker dargestellt und können in der Karte gesetzt werden. Baudenkmale ohne Bild sind mit einem blauen Marker gekennzeichnet, Baudenkmale mit Bild mit einem grünen Marker.
- Bezeichnung: Bezeichnung des Baudenkmales
- Beschreibung: die Beschreibung des Baudenkmales. Unter § 3 Abs. 2 NDSchG werden Einzeldenkmale und unter § 3 Abs. 3 NDSchG Gruppen baulicher Anlagen und deren Bestandteile ausgewiesen.
- ID: die Objekt-ID des Baudenkmales
- Bild: ein Bild des Baudenkmales, ggf. zusätzlich mit einem Link zu weiteren Fotos des Baudenkmals im Medienarchiv Wikimedia Commons. Wenn man auf das Kamerasymbol klickt, können Fotos zu Baudenkmalen aus dieser Liste hochgeladen werden:

## Kirchtimke

### Gruppe: Kirchhof Kirchtimke
Die Gruppe „Kirchhof Kirchtimke“ hat die ID 31019314.

| Lage                                     | Bezeichnung | Beschreibung | ID       | Bild |
| ---------------------------------------- | ----------- | --- | -------- | ---- |
| Hauptstraße 18 53° 12′ 40″ N, 9° 9′ 8″ O | Kirche      | Die evangelische Kirche wurde 1739 erbaut. Es ist ein rechteckiger Saalbau, der Westturm wurde 1884 hinzugefügt. Im Inneren befindet sich als Decke eine Brettertonne. Der wohl älteste Ausstattungsgegenstand in der Kirche ist ein Taufbecken aus dem Beginn des 13. Jahrhunderts. Der Fuß des Taufbeckens besteht aus einem Säulenstumpf mit vier Rundpfeilern, der Beckenrand ist mir eine Fries verziert. Weiter befindet sich in der Kirche ein Kruzifix aus dem Jahr 1290 im frühgotischen Stil. | 31026498 |      |
| Hauptstraße 18 53° 12′ 39″ N, 9° 9′ 9″ O | Kirchhof    | Die Grünfläche um die Kirche zeigt zahlreiche Grabsteine des 18. und 19. Jahrhunderts und einen alten Baumbestand (sog. Pfarrgarten, ID: 45747556). | 31026520 | BW   |

### Ehemalige Baudenkmale
| Lage                                        | Bezeichnung              | Beschreibung | ID       | Bild |
| ------------------------------------------- | ------------------------ | --- | -------- | ---- |
| Bergstraße 3 53° 14′ 57″ N, 9° 8′ 52″ O     | Wohn-/Wirtschaftsgebäude | Das Zweiständer-Hallenhaus wurde zu Beginn des 19. Jahrhunderts unter einem Satteldach errichtet und wegen der Veränderungen 1998 aus dem Denkmalverzeichnis gestrichen.                                                  | 31026456 | BW   |
| Hauptstraße 15 53° 15′ 6″ N, 9° 9′ 4″ O     | Backhaus                 | Das Fachwerkgebäude wurde Ende des 17. Jahrhunderts errichtet. Die Giebel wurden im 18. Jahrhundert verändert. Durch den Substanzverlust durch Verfall 2013 wurde das Gebäude 2013 aus dem Denkmalverzeichnis gestrichen. | 31026478 | BW   |
| Hemeler Straße 2 53° 15′ 28″ N, 9° 11′ 0″ O | Wohn-/Wirtschaftsgebäude | Das Zweiständer-Hallenhaus wurde Anfang des 19. Jahrhunderts errichtet. Der Wohngiebel wurde Ende des 19. Jahrhunderts erneuert. Wegen der Veränderungen wurde das Gebäude 1998 aus dem Denkmalverzeichnis gestrichen.    | 31026542 | BW   |